# 村上忠敬
村上 忠敬（むらかみ ただよし、1907年7月23日 - 1985年2月11日）は、日本の天文学者。広島大学名誉教授、広島女学院大学学長。

## 経歴
鹿児島県鹿児島市加治屋町生まれ。天文学者・物理学者である村上春太郎の三男。天体の地図である星座図を作る天文学者になってほしいという春太郎の想いから、日本の測量地図作りで有名な伊能忠敬（ただたか）にあやかり、読みを「ただよし」と変えて名付けられた。1928年旧制第七高等学校造士館（現鹿児島大学）理科卒業。1931年京都帝国大学理学部宇宙物理学科卒業。金城女子専門学校教授、名古屋高等工業学校教授を経て、1941年夏より広島高等師範学校教授。後に、広島大学教養部教授。1970年に広島大学を退官し、広島女学院大学学長に就任。1968年～83年、核禁広島県民会議議長。在韓被爆者のための医師団派遣などに尽力。号霞草。都市計画家の村上處直は長男。

## 著書
- 全天星図／村上忠敬／1934年
- 新天文講話 太陽・遊星・恒星・銀河・宇宙 単行本 – 1942/9/10
- 星座 (1948年) (科学の泉〈第18〉) －  1948/1/1
- 全天星図 (1949年) －  1949/1/1
- 星座読本 (1975年) (地学・天文教室) －  1975/1/1
- 全天星図: 2000年分点 大型本 – 1989/3/15

## 翻訳
- 星座物語 (1948年) (国民科学文庫〈第11〉) 文庫  1948/1/1
- われらの宇宙 (1964年) (地学・天文教室)